# Pipalkot (Bajhang)
Pipalkot (nep. पिपलकोट) – gaun wikas samiti w zachodniej części Nepalu w strefie Seti w dystrykcie Bajhang. Według nepalskiego spisu powszechnego z 2011 roku liczył on 787 gospodarstw domowych i 4859 mieszkańców (2436 kobiet i 2423 mężczyzn).